# Candelaria, San Luis
Candelaria är en ort i Argentina.   Den ligger i provinsen San Luis, i den centrala delen av landet, 800 km väster om huvudstaden Buenos Aires. Candelaria ligger 410 meter över havet och antalet invånare är 2 269.
Terrängen runt Candelaria är platt, och sluttar norrut. Runt Candelaria är det mycket glesbefolkat, med 2 invånare per kvadratkilometer.. Det finns inga andra samhällen i närheten.
Omgivningarna runt Candelaria är i huvudsak ett öppet busklandskap.